# بول سامويلسون
بول سأمويلسون (بالإنجليزية: Paul A. Samuelson)؛ (15 مايو 1915 - 13 ديسمبر 2009)، اقتصادي أمريكي. ولد في جاري إنديانا في الولايات المتحدة الأمريكية عام 1915 وحصل على درجة البكالوريوس في الآداب من جامعة شيكاغو عام 1935، ودرجة ماجستير في الآداب عام 1936، ودكتوراه في الفلسفة عام 1941 من جامعة هارفارد حصل على درجة الدكتوراه الفخرية في القانون من جامعة شيكاغو وكلية اوبيرلن عام 1961 وجامعة إنديانا وجامعة ايست انجليا في عام 1966. ومنح جائزة ديفيد عام 1941 من جامعة هارفارد, وحصل علي ميدالية الرابطة الاقتصادية الأمريكية في عام 1947.
عندما كان طالب دراسات عليا في هارفارد نال شهرة دولية لتقديمه مساهمات كبيرة في النظرية الاقتصادية, حيث تمكن من حل بعض التناقضات والمغالطات والتداخلات في لغة الاقتصاد الكلاسيكي، وقد أشار إلى التوحيد والتوضيح في الرياضيات. صدر أول عمل كبير له في أسس التحليل الاقتصادي في عام 1947.
كما نشرله كتاب باسم "الاقتصاد: تحليل تمهيدي "لأول مرة في 1948 والذي أصبح أفضل الكتب مبيعا في الاقتصاد علي مر الازمنة حيث بيع منه أكثر من مليون نسخة وترجم إلى الفرنسية والألمانية والإيطالية والمجرية والبولندية والكورية والبرتغالية والإسبانية والعربية. والكتاب الآن في طبعته الخامسة وهذا الكتاب يركز على مواضيع مختلفة لكنها أساسية في علم الاقتصاد الحديث ومما لاريب فيه ان هذه المواضيع قد تتغير مع تغير المشاكل الاقتصادية ذاتها بمرور الزمن.
شارك في تأليف قراءات في الاقتصاد التي نشرت في عام 1955 كما شارك في تأليف عديد من الأعمال الأخرى في هذا المجال كتابه الأخير هو البرمجة الخطية والتحليل الاقتصادي الذي كتبه بالتعاون مع روبرت دورفمان وروبرت سولو برعايه مؤسسة راند RAND Corporation. ويرى سأمويلسمون أن الاقتصاد الرياضي هو تطبيق عملي لمشاكل التجارة الدولية والنقل والتسويق والاستراتيجيه التنافسيه في التجارة والحكومة والإنتاج الصناعي والتخطيط الدفاعى. في عام 1940 شغل وظيفة أستاذ مساعدفى الاقتصادفى معهد ماسوشتس للعلوم التكنولوجية بأمريكا M.I.T أحد أهم المعاهد العلمية في الاقتصاد علي مستوي العالم وربما علي مستوي التاريخ حيث لم يحصل عالم من علماء الاقتصاد علي جائزة نوبل الا وقد درس في هذا المعهد أو قام بالتدريس فيه أو عمل باحد مشاريعة العلمية.
كما شغل وظيفة أستاذ مشارك في عام 1944 وكان أستاذ العلاقات الاقتصادية الدولية والدبلوماسية في عام 1945. وأصبح أستاذاً في M.I.T عام 1947 وما زال يعمل الي الآن أستاذاً في المعهد, وفي الفترة 1941-1943 كان مستشارا للمجلس الوطني لتخطيط الموارد، وعمل كمستشار لخزانة الولايات المتحدة في الفترة 1945-1952 وكذلك مستشار مكتب الميزانية في عام 1952 وكان عضوا في فرقة العمل الوطنية الاقتصادية من التعليم 1960-1961 وكان مستشارا لمؤسسة راند منذ عام 1949. وهو مستشار غير رسمي للخزانة الولايات المتحدة ومجلس المستشارين الاقتصاديين. وهو أيضا مستشار لدى البنك الاحتياطى الفيدرالى. وكان المستشار الاقتصادي لمجلس الشيوخ، في عام 1965 انتخب رئيسا للرابطة الاقتصادية الدولية.

## روابط خارجية
- بول سامويلسون على موقع الموسوعة البريطانية (الإنجليزية)
- بول سامويلسون على موقع مونزينجر (الألمانية)
- بول سامويلسون على موقع إن إن دي بي (الإنجليزية)